# Dolomedes instabilis
Dolomedes instabilis là một loài nhện trong họ Pisauridae.
Loài này thuộc chi Dolomedes. Dolomedes instabilis được Ludwig Carl Christian Koch miêu tả năm 1876.